# テレマン室内オーケストラ
テレマン室内オーケストラ（テレマンしつないオーケストラ）は、1963年に指揮者・オーボエ奏者の延原武春によって創設され、日本テレマン協会傘下で活動する演奏団体。バロック音楽からベートーヴェンを専門としバロック楽器、クラシカル楽器、モダン楽器を演奏している。日本オーケストラ連盟準会員。

## 演奏会
- 定期演奏会
  - 大阪市中央公会堂
  - 東京文化会館
- マンスリーコンサート
  - 大阪倶楽部
- 教会音楽シリーズ
  - カトリック夙川教会

他、関西を中心に依頼公演や各文化事業、学校公演等にも出演している。

## 主な受賞歴
- 1966年 - 大阪文化祭賞
- 1970年 - 音楽クリティッククラブ賞・本賞
- 1972年 - 大阪文化祭賞
- 1975年 - 音楽クリティッククラブ賞・本賞
- 1975年 - 大阪府民劇場賞
- 1976年 - 音楽クリティッククラブ賞・本賞
- 1977年 - 文化庁芸術祭優秀賞（関西初）
- 1982年 - 大阪文化祭賞
- 1985年 - 第17回サントリー音楽賞（関西初）
- 1985年 - 大阪府民劇場賞
- 2007年 - 大阪文化祭グランプリ
- 2023年 - 大阪文化祭賞（洋舞・洋楽 部門）

ほか

## 年譜
- 1963年 - 当時大阪音楽大学の学生だった延原武春を中心に、テレマン室内オーケストラの前身「テレマンアンサンブル」発足。
- 1965年 - 定期演奏会がスタート
- 1966年 - 大阪文化祭賞受賞（以後1972年と1982年）
- 1968年 - マンスリーコンサートがスタート（会場は津村別院）
- 1970年 - 音楽クリティッククラブ賞・本賞（以後1975年と1976年）
- 1975年 - 大阪府民劇場賞（以後1985年）
- 1977年 - 文化庁芸術祭優秀賞（関西より初受賞）。ビクターレコード制作「テレマン協会シリーズ」発売開始。
- 1981年 - テレマン生誕300年を記念し、コンサート（文化庁芸術祭主催）、出版、レコードを発売。
- 1982年 - 定期演奏会にてベートーヴェン交響曲第9番「合唱付」を合唱団・オーケストラ合わせて100人で演奏（100人の第九）。テレマン室内管弦楽団がドイツへ演奏旅行。テレマンの生地マクデブルクでの公演実現。
- 1984年 - マンスリーコンサートの会場が大阪倶楽部になる。
- 1985年 - テレマン室内合唱団・同管弦楽団総勢70名で東ドイツへ演奏旅行（“バッハ生誕300年記念国際音楽祭”に出演）。サントリー音楽賞を受賞（関西より初受賞）。
- 1987年 - 「ベルリン市制750年記念音楽祭」に参加。ロンドンデビュー公演を実現。「ソウル国際音楽祭」参加。日本の室内楽団では初の韓国公演。
- 1989年 - テレマン室内合唱団の創立20周年を記念した教会音楽シリーズの100回記念演奏会を行う。フランス革命200年を記念し、パリ、ボルドー、ヴァルドアーズ各都市で公演を行う。
- 1991年 - バロック楽器の団体「コレギウム・ムジクム・テレマン」が発足。サイモン・スタンデイジや中野振一郎主導のもとで、様々な試みに着手。海外公演やＣＤ収録の他、数多くの本邦初演・世界初演を行う。ヘンデル「メサイア」の異なった9種の版を連続的に公演。（ - 2001年）
- 1993年 - 季刊誌「ゲオルク」創刊（ - 2003年）
- 1995年 - ヘンデルの権威・渡部惠一郎の監修のもと、ヘンデル作曲の本邦初演のオラトリオをジェスチャー付きで連続公演。（ - 2001年）
- 1999年 - 中野振一郎＆コレギウム・ムジクム・テレマンによるドイツ演奏旅行。
- 2000年 - ヘンデルのオラトリオ公演にて、上方講談師・旭堂南左衛門が共演。琵琶湖水質浄化の紙の使用開始。小説「延原武春」（作：中野順哉）が東方出版より出版。
- 2002年 - 高田泰治がチェンバロ、フォルテピアノ、ピアノを弾き分ける協奏曲の夕べに出演し、ソリストデビュー。御当地の歴史を取材した創作講談とのコラボレーション「音楽絵巻」がスタート。
- 2003年 - 中野振一郎率いるコレギウム・ムジクム・テレマンがドイツへ演奏旅行。「バッハ・フェスティバル in ライプツィヒ2003」に出演し、C.P.E.バッハ作曲「チェンバロ協奏曲」の復元後、世界初演を行う。
- 2007年 - ハイドン作曲オラトリオ「四季」の公演が大阪文化祭グランプリ受賞。
- 2008年 - 創立45周年を記念して、延原武春指揮によるベートーヴェン交響曲全曲及び合唱幻想曲、荘厳ミサ曲連続公演を開催。ベートーヴェンの指示したテンポとクラシカル楽器の使用によるこの公演が評価されCD化される。
- 2009年 - 「テレマン室内管弦楽団」改め「テレマン室内オーケストラ」に改称。
- 2011年 - ウッラ・ブンディース、首席客演コンサートマスターに就任。
- 2012年 - 創立50周年事業「大大阪ターフェルムジーク」を開催。
- 2014年 - ブランデンブルク州知事に対し、J.S.バッハ「ブランデンブルク協奏曲」全曲を大阪にて連続公演することを公約しシリーズ開始。大阪市中央公会堂での定期演奏会がスタート。
- 2016年 - 高田泰治がシーボルト賞受賞式にてドイツ大統領御前演奏に出演。延原武春が音楽監督兼CEOに就任。
- 2017年 - 高田泰治が平成28年度「咲くやこの花賞」音楽部門を受賞。定期演奏会「中之島をウィーンに！」シリーズがスタート。
- 2018年 - 創立55周年記念事業「テレマンの街ハンブルクから 中之島をウィーンに！」を開催。延原武春指揮テレマン室内オーケストラが、第九アジア初演100周年記念“よみがえる「第九」演奏会”に出演。
- 2019年 - 浅井咲乃が平成30年度「咲くやこの花賞」音楽部門を受賞。マンスリーコンサートが500回を迎える。
- 2020年 - 新型コロナウイルス感染拡大に伴った公演規模の縮小を逆手に取り、ベートーヴェンが貴族の邸宅で行っていた交響曲の試演会を再現した形で公演を実施。
- 2023年 - 創立60周年記念事業として開催した第300回定期演奏会 J.S.バッハ:マタイ受難曲(メンデルスゾーン1829年版)が評価され[2]令和5年「大阪文化祭賞」（洋舞・洋楽 部門）を受賞。

## CD
- テレマン作品集1 組曲「昔と今の諸国の人々」(WWCC-7406)
- 延原武春 オーボエ協奏曲・バロック名曲集(WWCC-7432)
- 「100人の第九」延原武春指揮 テレマン室内合唱団(WWCC-7543)
- テレマン作品集２「テレマン・プチ・アンサンブルによる７つのトリオ・ソナタ」WWCC-7567)
- ベートーヴェン交響曲第1番・第2番 延原武春指揮・テレマン室内オーケストラ(WWCC-7610)
- ベートーヴェン交響曲第3番・第4番 延原武春指揮・テレマン室内オーケストラ(WWCC-7622)
- ベートーヴェン交響曲第5番・第6番 延原武春指揮・テレマン室内オーケストラ(WWCC-7629)
- ベートーヴェン交響曲第7番・第8番 延原武春指揮・テレマン室内オーケストラ(WWCC-7639)
- ベートーヴェン交響曲第9番「合唱付」延原武春指揮・テレマン室内合唱団(WWCC-7658)
- ベートーヴェン「合唱幻想曲」＆「ミサ曲 ハ長調」延原武春指揮・テレマン室内合唱団(WWCC-7667)
- ヴァイオリン協奏曲「ムガール大帝」「四季」(WWCC-7706)
- 浅井咲乃(ヴァイオリン)の「よろこび」と「かなしみ」(WWCC-7758)
- J.S.バッハ ブランデンブルク協奏曲全曲 延原武春指揮・テレマン室内オーケストラ(WWCC-7901～2)
- エラール社とイルムラー社製オリジナル楽器による ショパン&シューマン ピアノ協奏曲（WWCC-7906）
- テレマン作品集３「様々な楽器のための協奏曲」(WWCC-7957)
- 延原武春指揮 J.S.バッハ 管弦楽組曲集（WWCC-7986）